# Crianças na Escuridão
Crianças na Escuridão é um livro de Júlio Emílio Braz, da Editora Moderna. Sua primeira edição foi lançada em 1991. Até 2006, o livro contava com 35 impressões.

## Sinopse
O livro conta a história de oito crianças (sendo a mais velha com 10 anos) que viviam na rua, catavam papel, pediam esmola, pediam comida, roubavam e apanhavam muito.

## Personagens
- Rolinha: é a personagem principal, a que conta todos os fatos que ocorrem durante a história contada pelo livro. Tem seis anos no início do livro, e oito no final dele. Foi abandonada quando sua mãe disse que compraria um quilo de arroz para a janta e nunca mais voltou. Andou pelas ruas à procura de sua mãe, o que foi inútil. Estava chovendo e Doca tirou-a da rua e levou-a para a casa (feita com pilhas de papelão e restos de madeira) em baixo de uma ponte, onde viviam as outras garotas de rua. Foram elas quem colocaram este apelido em Rolinha.
- Doca: é a "líder" das meninas, tem dez anos e todas vivem em torno dela. Isso porque é a mais velha e mais forte. Doca decide tudo, ela quem negocia com os compradores de papel e os homens do ferro-velho. Por isso, dentre elas, é a que mais apanha, dos policiais, de todos. Ela impunha leis para o grupo. Leis simples, mas duras: quem não trabalha não come. Doca era procurada, principalmente por Rolinha, quando a mesma queria algo. Há dias em que as meninas acham bom ter Doca como amiga, pois ela é dócil, como uma mãe. Todavia, há dias em que elas acham bom ficar longe de Doca, com sua cara amarrada, querendo briga. Ela fica assim principalmente quando Pegador aparece. Mas era a mais confiante entre todas, e sempre gostava de zombar das outras.
- Batata: apesar de ser a maior do grupo, tem um ar fraco e doente. Ela anda sempre triste. É bem alta e muito calada. Não para de tossir.
- Pidona: é baixinha, não penteia o cabelo (que era tão curto, que seria considerada perda de tempo penteá-lo). Caso alguém dissesse que seu cabelo era "pixaim", ela ficava furiosa. Não se sabe a origem deste apelido, mas ela prefere o mesmo que Severina, nome que ela odeia. Provavelmente é porque vive pedindo tudo, não importa o que nem a quem seja; ou porque ela vivia pedindo esmolas na Praça da Sé quando era mais nova (apesar de ser difícil imaginá-la mais nova). Entre todas, Pidona é a única que mora com a família, em Ferraz de Vasconcelos. Todo dia vai e volta. Leva o que ganha para casa e volta com a "cara amarrada", por vezes, inchada. Odiava os homens, e seu melhor amigo era Bacharel, um mendigo, talvez o único homem com quem ela conseguiu se entender bem. Ele lhe dava conselhos, e Doca, zombando, dizia que ela acabaria se casando com ele.
- Santinha: tem esse nome porque todos acham que ela tem cara de santa. Doca também achou. É uma de "suas filhas", como dizem as outras garotas. Santinha não gosta de Rolinha, pois tem ciúme da atenção que Doca lhe dá. Sempre que tem chance, faz algo de mal com Rolinha, sem que ninguém saiba.
- Pereba: era dentuça e tinha um olhar enfezado. Seus grandes dentes "saltam", uns sobre os outros, para fora da boca.
- Maria Preta: esta é negra como a noite. É pequena, miúda, e vive rindo à toa.
- Maria Branca: ela não é branca. Apenas é menos escura que Maria Preta, daí o nome. Ela tem a mesma idade que Doca, mas é Doca quem manda.

Outros personagens
- Pegador de mulher: tem treze anos. Só veem ele rindo quando está perto de Doca. Apesar de ser mais velho que ela, é mais baixo. Para que ele fique nervoso, basta que chamem-no de "baixinho" ou "paraíba". Para os outros, Pegador não é "flor que se cheire". Tem armas na cintura e todos sabem que mata rindo. Ele só fica calmo quando está junto de Doca. Ela tem algo que ele respeita, ela fala com ele olhando nos olhos, de igual para igual. Já os outros, fogem de seus olhos. Apesar dele ser desagradável, ninguém tem a coragem de dizer isso a ele, principalmente por causa de seu revólver.
- Bacharel: ninguém sabia como se chamava nem como chegara a praça. Era um mendigo, um como tantos outros. Começaram então a chamá-lo de Bacharel; poucos o conhecem por outro nome. Para elas, ele fala difícil e às vezes fala uma língua estranha e desconhecida: "Latim", ele diz. Carrega um pesado livro debaixo do braço. Ninguém sabe de onde veio. Alguns afirmam que foi advogado, outros que foi médico e outros acham que é apenas um louco. Mas o acham realmente encantador; fala de terras e gentes distantes. Conta histórias que já ouviu ou leu sem jamais repetir uma sequer. Está sempre junto da entrada do metrô e é lá que Pidona o encontra para conversar até dias inteiros. É magro e trêmulo, só para de falar para ajeitar os velhos óculos de aros redondos e emendados com barbante e fita durex ou para esvaziar um pouco a garrafa que carrega de um lado para o outro, sempre cheia de cachaça. Bacharel pede para Pidona ser paciente com os pais e amar a mãe e os irmãos. Ele ouve tudo o que ela diz. Eles se entendem. Têm problemas parecidos. Ele compreende e até enxuga as lágrimas dela quando Pidona fala do ódio que sente pelos homens, a começar pelo pai. Há dias em que eles passam muito tempo debaixo de uma árvore, ou de uma marquise, conversando. Esquecem a vida.

## Premiações
• Prêmio Austríaco do Livro Juvenil — Áustria - 1997
• Prêmio Naja Azul — Suíça - 1997
• Menção honrosa — Berlim, Alemanha - 1998
- Jogoroty Caro — Lonhytre